# Вальер (Об)
Валье́р (фр. Vallières) — коммуна во Франции, находится в регионе Шампань — Арденны. Департамент — Об. Входит в состав кантона Шаурс. Округ коммуны — Труа.
Код INSEE коммуны — 10394.
Коммуна расположена приблизительно в 160 км к юго-востоку от Парижа, в 110 км южнее Шалон-ан-Шампани, в 34 км к югу от Труа.

## Население
Население коммуны на 2020 год составляло 166 человек.
| 1962 | 1968 | 1975 | 1982 | 1990 | 1999 | 2008 | 2014 | 2020 |
| ---- | ---- | ---- | ---- | ---- | ---- | ---- | ---- | ---- |
| 198  | 174  | 137  | 130  | 134  | 135  | 138  | 143  | 166  |

## Администрация
| Период | Период | Фамилия      | Партия | Примечания |
| ------ | ------ | ------------ | ------ | ---------- |
| 2001   | 2008   | Джеки Боле   |        |            |
| 2008   | 2020   | Мариз Тома   |        |            |
| 2020   |        | Даниэль Блан |        |            |

## Экономика

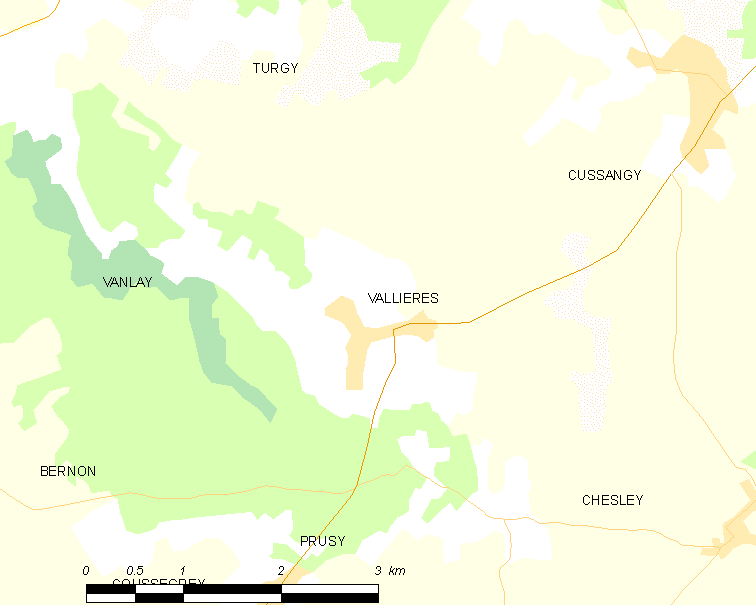
Карта коммуны

В 2007 году среди 83 человек в трудоспособном возрасте (15—64 лет) 58 были экономически активными, 25 — неактивными (показатель активности — 69,9 %, в 1999 году было 63,0 %). Из 58 активных работали 54 человека (33 мужчины и 21 женщина), безработных было 4 (1 мужчина и 3 женщины). Среди 25 неактивных 1 человек был учеником или студентом, 13 — пенсионерами, 11 были неактивными по другим причинам.

## Достопримечательности
- Церковь XVI века. Памятник истории с 1926 года[3]